# Curt Burgauer
Curt Leopold Burgauer (* 21. August 1908 in St. Gallen; † 9. Oktober 2002 in Zürich) war ein Schweizer Textilkaufmann und Kunstsammler zeitgenössischer Kunst sowie Autor und Verleger.

## Familie
Ein Teil der Familie Burgauer wanderte 1773 von dem damals vorderösterreichischen Burgau zunächst nach Hohenems und dann weiter nach St. Gallen aus. Neben der Kaufmannstätigkeit waren die Nachfahren ab 1860 vor allem in der Stickerei-, Weisswaren- und Gardinenfabrikation tätig. Ab 1863 wurde Juden das Niederlassungsrecht in St. Gallen erwährt. Als ihr Stammvater gilt der noch in Hohenems geborene Adolf Burgauer (1837–1904).
Curts Eltern waren Theodor (Sohn des Adolf, 1867–1941) und Elsa Dina, geborene Stern (1879), die aus Bad Cannstatt stammte und die ihren Lebensabend in Lengnau im Kanton Aargau verbrachte. Nach genealogischen Aufzeichnungen hatte Curt keine Geschwister. Er heiratete 1942 Erna Guggenheim (1907–1995) aus Zürich.
Zu Beginn des 20. Jahrhunderts war St. Gallen von einer blühenden Wirtschaft und pluralistischen Kultur geprägt. Die Familie Burgauer gehörte zu der kleinen jüdischen Gemeinde, die sich 1863 mit 22 Mitgliedern zur Israelitischen Kultusgemeinde zusammengeschlossen hatte. Entsprechend begütet und reich an Kunsteinflüssen wuchs Curt auf.

## Leben
Über seine Schul- und Berufsausbildung ist nichts bekannt. Er arbeitete zunächst in St. Gallen, später in Küsnacht im Gewerbe seiner Vorfahren. Daneben betrieb er ab den 1940er Jahren eine engagierte zeitgenössische Kunstsammlung. In Zürich galt er bereits zu dieser Zeit als «tonangebender Promotor». Er engagierte sich besonders für aufstrebende jüngere Schweizer Künstler. Zusammen mit namhaften Kulturwissenschaftlern und Händlern prägte er neuen Tendenzen gegenüber in Zürich ein «Klima der Offenheit». Einer besonderen Rolle kam der Club Bel Etage zu, wo regelmässig Ausstellungen Zeitgenössischer Kunst zu sehen waren.
Neben seinem Mäzenatentum war Curt Burgauer zusammen mit seiner Frau Erna Stifter zahlreicher Kunstwerke und Sammlungen an namhafte Institutionen wie das Kunstmuseum St. Gallen, das Kunstmuseum Winterthur und insbesondere das Kunsthaus Zürich. Das Museum im Lagerhaus in St. Gallen verwahrt die Objekte der Stiftung für schweizerische Naive Kunst und Art Brut, die 1988 von dem Sammlerehepaar mitbegründet wurde.